# Чав
Чав (англ. chav, /ˈtʃæv/) — унизительное прозвище определённой группы молодых людей в Великобритании. В Йоркшире и Северо-Восточной Англии также используется вариант charver. Под словом «чав» чаще всего понимают белых подростков, выходцев из рабочих семей, которые отличаются антисоциальным, агрессивным поведением и нередко привлекаются к ответственности за распитие спиртного в общественных местах, нарушения, связанные с наркотиками, драки и другие формы подростковой преступности. Английское chavette — это чав женского пола, англ. chavish и англ. chavtastic — подходящее или предназначенное для чава.

## Этимология
Слово «чав», вероятно, ведёт происхождение от цыганского «chavi», означающего «ребёнок» (возможно также от «chavo» — «мальчик» или «chavvy» — «юноша»). В английский язык это слово могло попасть через диалектное «charva», которым называют невоспитанного, непослушного ребёнка (см. en:Geordie). Существует также испанское разговорное слово «chaval», означающее «ребёнок» или «парень».
Издательство Оксфордского университета утверждает, что слову «чав» «чаще всего приписывают происхождение из Чатема», а Майкл Куиньон (англ. Michael Quinion) поддерживает это мнение: «там это слово знают лучше всего, и именно там оно, вероятно, появилось».
Этимология слова «чав» стала основой для множества городских легенд. Среди таковых — бэкроним от «Council Housed And Violent» (приблизительно можно перевести как «жестокий обитатель муниципального жилья»; термином council house называют жилой дом, принадлежащий городскому совету) или «Council House Associated Vermin» («паразит муниципального жилья»). К категории городских легенд относится и предположение об учащихся челтнемских мужского и женского колледжей, которые называли словом «чав» городскую молодёжь (как сокращение от Cheltenham Average, англ. обычный челтнемец). Майкл Куиньон предупреждает, что «к подобным гипотезам-акронимам следует относиться крайне осторожно, так как, несмотря на свою распространенность, они являются очевидной попыткой объяснить происхождение слова „задним числом“»
Примерно к 2005 году, благодаря упоминаниям в средствах массовой информации, слово «чав» распространилось по всей Великобритании.

## Критика стереотипа
В документальном фильме British Style Genius, выпущенном компанией BBC, утверждается, что субкультура «чавов» — это продукт эволюции молодёжных субкультур прошлого, также связанных с рабочим происхождением и манерой одеваться, например, модов, скинхедов и casuals.
Широкое распространение стереотипа вызвало некоторую его критику. Существует мнение, что его употребление является снобизмом и элитизмом. В ходе критики тех, кто использует стереотип «чава», называли «неоснобами», а его популярность — причиной задуматься над социальной мобильностью в современном британском обществе.
В феврале 2005 года в The Times появилась статья Джулии Берчилл, в которой автор утверждает, что использование слова «чав» — форма «социального расизма», а подобные «попытки высмеивания» отдельных представителей общества говорят больше о недостатках «чавоненавистников», чем о предмете их ненависти. Писатель Джордж Харрис высказал аналогичную точку зрения в своей статье в The Guardian (2007).

## Коммерческий эффект
С субкультурой чавов ассоциируется одежда производства компании Burberry. Использование продукции Burberry чавами является примером «пролетарского сдвига» (en:prole drift), явления, при котором продукт из «верхнего» сектора рынка начинает массово потребляться низшей социальной группой. Представители Burberry считают, что ассоциация их продукции с чавами — результат распространённости контрафактных изделий. Стейси Картрайт, CEO Burberry, заявила: «По большей части речь идёт о контрафактной продукции, и кроме того, на Британию в целом приходится меньше 10 % наших продаж».
Компания Burberry приняла определённые меры для того, чтобы дистанцироваться от стереотипа чавов. В 2004 году был прекращён выпуск брендовой бейсболки; кроме того, компания сократила использование клетчатых тканей и шотландки — теперь эти рисунки встречаются только в оформлении подкладки или других малозаметных элементов одежды. Против наиболее заметных нарушений брендового законодательства были приняты юридические меры. В августе 2006 года автомобильная компания, ввозившая мотороллеры «тук-тук» в прибрежный Брайтон, назвала один из своих продуктов «Чавроле» (англ. Chavrolet). В окраске машины использовался характерный узор шотландки. Продажи пришлось прекратить после того, как Burberry пригрозила судебным иском за нарушение авторских прав.
Сеть супермаркетов ASDA попыталась зарегистрировать слово «чав» в качестве торговой марки для новой линии кондитерских изделий. Пресс-секретарь компании заявила: «Слоганы, ведущие происхождение от персонажей телевизионных шоу вроде „Маленькая Британия“ и „Шоу Кэтрин Тейт“, постоянно снабжают нас всё более современным сленгом. Наши конфеты Whatever — а теперь их называют „сердцами чавов“ (англ. chav hearts) — приобрели на этом фоне большую популярность как среди детей, так и среди взрослых. Мы решили, что регистрация этих конфет в качестве торговой марки будет чем-то вроде дани уважения».

## Характеристика в средствах массовой информации
Появление стереотипа вызвало разнообразные отклики — от восхищения до критики как проявления классизма.
К 2004 году слово «чав» использовалось как в британских газетах, так и в разговорной речи. В работе Сьюзи Дент «Larpers and Shroomers: The Language Report», опубликованной Издательством Оксфордского университета, оно названо «словом года». Исследование, проведённое в 2005 году, показало, что слово «чав» только за декабрь 2004 года встречалось в газетных статьях 114 раз. Такая популярность привела к созданию интернет-сайтов, посвященных описанию и высмеиванию образа жизни чавов.
- Уэльская группа Goldie Lookin Chain одновременно воплощает и пародирует эстетику чавов. Сами участники группы отрицают такое отношение и отказываются серьёзно отвечать на подобные вопросы[25]. Британский журнал Max Power, посвящённый автомобильному тюнингу, преподнёс в подарок группе бежевый Mk3 Vauxhall Cavalier, покрытый наклейками таким образом, чтобы образовывался рисунок, похожий на «шахматную» клетку от Burberry. Машина получила собственное имя Chavalier.
- Британская хип-хоп и R&B исполнительница Джентина, футболист Уэйн Руни[26] и его жена Колин[27], исполнительница грайма Lady Sovereign[28], модель Jordan (Кейти Прайс)[29], актриса Даниелла Вестбрук[2], бывшая участница Big Brother Джейд Гуди[30][31][32], а также телеведущая и певица Керри Катона[33] получали ярлык «чавов» от британских таблоидов.
- В фильме St Trinians (2007) чавы изображены хулиганами с антисоциальным поведением.
- Персонаж телевизионного скетч-сериала «Шоу Кэтрин Тейт» Лорен Купер (англ. Lauren Cooper) и её друзья Лиза и Райан напоминают своим характером, манерой одеваться, поведением и музыкальными вкусами стереотипных чавов[34]. В комедийном сериале «Маленькая Британия» есть несколько похожая на них героиня по имени Вики Поллард[35].
- В одной из серий сериала «Доктор Кто» антагонист Кассандра завладевает телом Розы Тайлер. Кассандра, относящая себя к высшему классу общества, увидев себя в зеркале в облике Розы, восклицает в ужасе: «О Боже! Я — чав!» (англ. Oh my God! I’m a chav!).
- В телесериале «Отбросы» есть персонаж Келли — стереотипный чав.
- В телевизионном шоу Freaky (транслируется на каналах Channel Four и G4 TV) волшебник Майкл Дж. Фитч перевоплощается в персонажа The Chav, который одевается как чав и занимается тем, что разнообразными трюками выставляет в нелепом свете представителей власти.
- В телевизионном шоу Outnumbered (канал BBC), в серии «The Family Outing» (первая серия 3 сезона, вышла в апреле 2010 года) появился персонаж Бен, который считал чавов во время своей поездки по Лондону на верхнем этаже автобуса с открытым верхом. Когда Бен дошёл до 28, его отец сказал: «Бен, хватит играть в „высмотри чава“!» (англ. Ben, you cannot play spot the chav)[36].

### Статьи
- BBC Russian — Британия — Чавы — карикатура на британский рабочий класс? (рус.)
- Larcombe, Duncan (10 апреля 2006). Future bling of England. London: The Sun Online. Дата обращения: 6 марта 2007.
- Ward, David (9 октября 2004). Get hip to Chav as this year's wizard word. The Guardian. London: Guardian Unlimited. Дата обращения: 6 марта 2007.
- Jackson, Melissa (10 января 2005). Music to deter yobs by. BBC News Magazine. bbc.co.uk. Дата обращения: 6 марта 2007.
- End Of 'Hooligan' Cap. Sky News. 10 сентября 2004. Архивировано 27 апреля 2006. Дата обращения: 6 марта 2007.
- Lewis, Jemima (1 февраля 2004). In defence of snobbery. London: Daily Telegraph. Дата обращения: 6 марта 2007.
- Harris, John (6 марта 2007). So now we've finally got our very own 'white trash'. The Guardian. London: Guardian Unlimited. Дата обращения: 6 марта 2007.